# Zeta Capricorni
Zeta Capricorni (ζ Capricorni, förkortat Zeta Cap, ζ Cap) som är stjärnans Bayerbeteckning, är en dubbelstjärna belägen i den sydöstra delen av stjärnbilden Stenbocken. Den har en kombinerad skenbar magnitud på 3,74 och är synlig för blotta ögat. Baserat på parallaxmätning inom Hipparcosuppdraget på ca 8,5 mas, beräknas den befinna sig på ett avstånd av ca 386 ljusår (ca 118 parsek) från solen.

## Egenskaper
Primärstjärnan Zeta Capricorni A är en gul till vit jättestjärna av spektralklass G8 IIIp. Den anses vara ett av de prototypiska exemplen på en bariumstjärna, vars egenskaper innefattar överskott av kolmolekyler (såsom C2) och s-processelement, som praseodymium. Den har en massa som är ca 4 gånger större än solens massa, en radie som är ca 29 gånger större än solens och utstrålar från sin fotosfär ca 490 gånger mera energi än solen vid en effektiv temperatur på ca 5 400 K. 
Dess följeslagare, Zeta Capricorni B är en väterik vit dvärgstjärna. De har ungefär lika stor massa som solen och temperaturen är ca 23 000 K.